# Rhaphidophora vasiliji
Rhaphidophora vasiliji är en insektsart som beskrevs av Andrej Vasiljevitj Gorochov 1999. Rhaphidophora vasiliji ingår i släktet Rhaphidophora och familjen grottvårtbitare. Inga underarter finns listade i Catalogue of Life.